# In the Evening
In the Evening är en låt av Led Zeppelin på albumet In Through the Out Door från 1979. Låten är skriven av Robert Plant, Jimmy Page och John Paul Jones. Inledningsspåret på den i Stockholm inspelade skivan "In Through the Out Door". 